# Football Couillet-Marcinelle
Football Couillet-Marcinelle was een Belgische voetbalclub uit Marcinelle. De club was bij de KBVB aangesloten met stamnummer 301. De clubkleuren waren groen en wit. 

## Geschiedenis
In 1922 werd Cercle Sportif Marcinelle opgericht. Datzelfde jaar trad de club toe tot de KBVB. In 1926, bij het oprichten van de stamnummers, kreeg de club het stamnummer 301. De club bereikte de nationale voetbalreeksen in 1932. Het speelde twee seizoenen in de bevorderingsreeksen waarna een degradatie volgde. Sindsdien speelde de club enkel nog in de provinciale reeksen. In 1952 werd de club koninklijk. De naam werd Royal Cercle Sportif Marcinelle. In 2001 ging RCS Marcinelle een fusie aan met FC Marcinelle (stamnummer 6133). De fusieclub heette vanaf dan Royal Football Club Sportif Marcinelle. Een nieuwe naamswijziging volgde in 2013. De naam werd gewijzigd in Football Couillet-Marcinelle. In 2015 staakte de club zijn activiteiten. Het stamnummer werd hierop geschrapt.

## Resultaten
| Seizoen | Klasse | Klasse | Klasse | Klasse | Klasse | Klasse | Klasse | Klasse | Reeks                                     | Punten                                    | Opmerkingen                               |                                           |
|         | I      | II     | III    | P.II   | P.III  | P.IV   |        |        |                                           |                                           |                                           |                                           |
| ------- | ------ | ------ | ------ | ------ | ------ | ------ | ------ | ------ | ----------------------------------------- | ----------------------------------------- | ----------------------------------------- | ----------------------------------------- |
| 1932/33 |        |        | 9      |        |        |        |        |        | Bevordering C                             | 26                                        |                                           |                                           |
| 1933/34 |        |        | 13     |        |        |        |        |        | Bevordering C                             | 16                                        |                                           |                                           |
|         | I      | II     | III    | IV     | P.I    | P.II   | P.III  | P.IV   | Vanaf 1952/53 zijn er 4 nationale niveaus | Vanaf 1952/53 zijn er 4 nationale niveaus | Vanaf 1952/53 zijn er 4 nationale niveaus | Vanaf 1952/53 zijn er 4 nationale niveaus |
| 2008/09 |        |        |        |        |        | 10     |        |        | Tweede Prov. Hen.                         | 39                                        |                                           |                                           |
| 2009/10 |        |        |        |        |        | 10     |        |        | Tweede Prov. Hen.                         | 33                                        |                                           |                                           |
| 2010/11 |        |        |        |        |        | 5      |        |        | Tweede Prov. Hen.                         | 51                                        |                                           |                                           |
| 2011/12 |        |        |        |        |        | 14     |        |        | Tweede Prov. Hen.                         | 24                                        |                                           |                                           |
| 2012/13 |        |        |        |        |        | 16     |        |        | Tweede Prov. Hen.                         | 21                                        |                                           |                                           |
| 2013/14 |        |        |        |        |        |        | 2      |        | Derde Prov. Hen.                          | 66                                        |                                           |                                           |
| 2014/15 |        |        |        |        |        |        | 7      |        | Derde Prov. Hen.                          | 46                                        |                                           |                                           |